# パット・クリントン
パット・クリントン（Pat Clinton、1964年4月4日 - ）は、イギリスの男性プロボクサー。スコットランド・コーロイ出身。元WBO世界フライ級王者。

## アマチュア時代
1984年ロサンゼルスオリンピックにフライ級で出場。1回戦は5-0の判定勝ちで初戦を突破したが2回戦で今大会で銀メダルを獲得するレゼップ・レゼポウスキに2回KO負けで敗退した。
スコットランドのアマチュア王者になった他、1984年から1985年のイングランドアマチュアボクシング協会で王者になったことがある。

## プロ時代
1985年10月10日、プロデビューを果たし6回判定勝ちを収め白星でデビューを飾った。
1987年9月22日、ジョー・ケリーとBBBofCスコットランドエリアフライ級王座決定戦を行い2回TKO勝ちを収め王座獲得に成功した。
1988年3月9日、ジョー・ケリーとBBBofCスコットランドエリア王座の防衛とBBBofC英国フライ級王座決定戦を行い12回判定勝ちを収めスコットランドエリア王座の初防衛と、英国王座の獲得に成功した。
1989年2月16日、エユップ・キャンとEBUヨーロッパフライ級王座決定戦を行い12回判定負けを喫し王座獲得に失敗した。
1989年10月24日、ダニー・ポーターと対戦し5回1分16秒TKO勝ちでBBBofC英国王座の初防衛に成功した。
1989年12月19日、ダビット・アファン・ジョーンズと対戦し6回TKO勝ちで2度目の防衛に成功した。
1990年8月3日、カリアリでEBUヨーロッパフライ級王座決定戦としてサルバトーレ・ファーニと対戦し12回2-0の判定勝ちを収め王座獲得に成功した。
1991年11月18日、アルベルト・カントゥーと対戦し8回(80-76)の判定勝ちを収めた。
1992年3月18日、グラスゴーのケルビン・ホールでWBO世界フライ級王者イシドロ・ペレスと対戦し12回2-1(115-113、115-114、113-116)の判定勝ちを収め王座獲得に成功した。
1992年9月19日、スコティッシュ・エキシビション・センターでダニー・ポーターと3年ぶりに再戦し12回3-0(118-113、116-112、118-112)の判定勝ちを収め初防衛に成功した。
1993年5月15日、スコティッシュ・エキシビション・センターでジェイコブ・マトラーラと対戦しキャリア初のKO負けとなる8回1分57秒TKO負けを喫し2度目の防衛に失敗し王座から陥落した。
1994年4月25日、アンディー・ベントンと対戦し初回TKO負けを喫した試合を最後に現役を引退した。

## 獲得タイトル
- BBBofCスコットランドエリアフライ級王座
- BBBofC英国フライ級王座
- EBUヨーロッパフライ級王座
- 第3代WBO世界フライ級王座（防衛1）